# 飢餓的鯊魚：世界
《饥饿鲨：世界》是由法国育碧公司研发并发行的《饥饿鲨》系列游戏的第二部手機遊戲，在2016年5月5日于Apple Store上发售。